# Coppa Máster 2018
La Coppa Máster 2018 si è svolta dal 12 al 14 ottobre 2018: al torneo hanno partecipato quattro squadre di club argentine e la vittoria finale è andata per la prima volta al Libertad.

## Regolamento
Le squadre hanno disputato semifinali, finale per il terzo posto e finale, accoppiate col metodo della serpentina.

## Squadre partecipanti
| Squadra           | Qualificazione                | Ultima partecipazione |
| ----------------- | ----------------------------- | --------------------- |
| Ciudad            | Vincitrice Coppa ACLAV 2017   | Coppa Máster 2015     |
| Libertad          | Squadra ospitante             | Debutto               |
| Puerto San Martín | Wild card                     | Debutto               |
| UNTreF            | Vincitrice Coppa Desafío 2018 | Coppa Máster 2016     |

## Torneo
|  | Semifinali        | Semifinali        | Semifinali |        |          | Finale 1º/2º posto | Finale 1º/2º posto | Finale 1º/2º posto |  |
|  |                   |                   |            |        |          |                    |                    |                    |  |
|  | Libertad          | Libertad          | 3          |        |          |                    |                    |                    |  |
|  | Libertad          | Libertad          | 3          |        |          |                    |                    |                    |  |
|  | Puerto San Martín | Puerto San Martín | 0          |        |          |                    |                    |                    |  |
|  | Puerto San Martín | Puerto San Martín | 0          |        | Libertad | Libertad           | 3                  |                    |  |
|  |                   |                   |            |        | Libertad | Libertad           | 3                  |                    |  |
|  |                   |                   | UNTreF     | UNTreF | 1        |                    |                    |                    |  |
|  | Ciudad            | Ciudad            | UNTreF     | UNTreF | 1        | 0                  |                    |                    |  |
|  | Ciudad            | Ciudad            |            |        |          | 0                  |                    |                    |  |
|  | UNTreF            | UNTreF            | 3          |        |          | Finale 3º/4º posto | Finale 3º/4º posto | Finale 3º/4º posto |  |
|  | UNTreF            | UNTreF            | 3          |        |          |                    |                    |                    |  |
|  |                   |                   |            |        |          |                    |                    |                    |  |
|  |                   |                   |            |        |          | Ciudad             | Ciudad             | 3                  |  |
|  |                   |                   |            |        |          | Ciudad             | Ciudad             | 3                  |  |
|  |                   |                   |            |        |          | Puerto San Martín  | Puerto San Martín  | 1                  |  |

### Semifinali
| 12 ottobre 2018 Estadio La Calderita, San Jerónimo Norte Durata: ? - Spettatori: ? | Libertad | 3 - 0 | Puerto San Martín | 25-21, 25-13, 25-15 |
| 13 ottobre 2018 Estadio La Calderita, San Jerónimo Norte Durata: ? - Spettatori: ? | Ciudad   | 0 - 3 | UNTreF            | 18-25, 19-25, 20-25 |

### Finale 3º posto
| 14 ottobre 2018 Estadio La Calderita, San Jerónimo Norte Durata: ? - Spettatori: ? | Ciudad | 3 - 1 | Puerto San Martín | 25-21, 20-25, 28-26, 25-15 |

### Finale
| 14 ottobre 2018 Estadio La Calderita, San Jerónimo Norte Durata: ? - Spettatori: ? | Libertad | 3 - 1 | UNTreF | 23-25, 25-21, 25-15, 31-29 |